# Lorenz Wetter (Politiker, 1726)

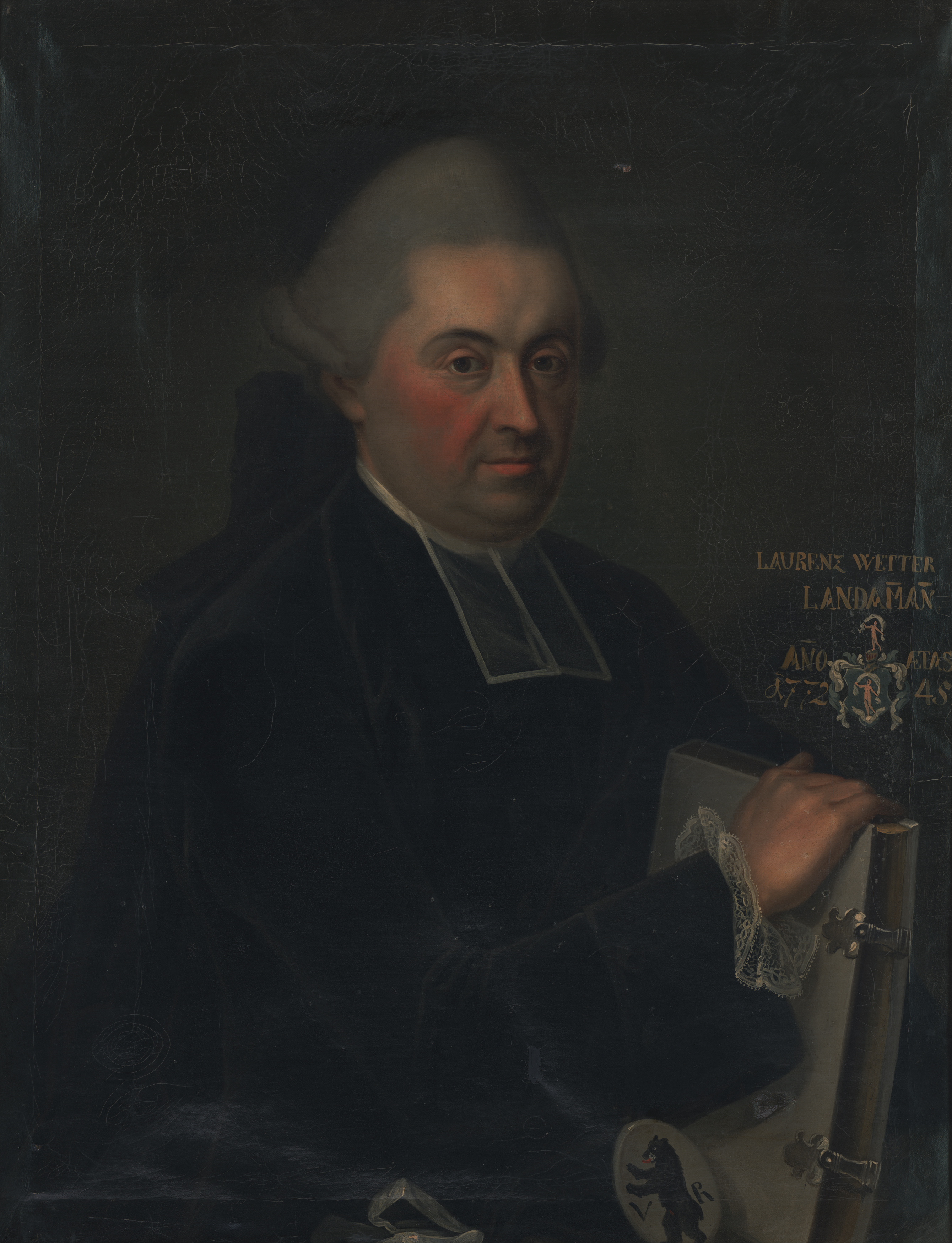
Lorenz Wetter, 26. Landammann von Appenzell Ausserrhoden 1772–1793

Lorenz Wetter (* 4. September 1726 in Herisau; † 6. März 1793 in Trogen; heimatberechtigt in Herisau) war ein Schweizer Textilunternehmer, Mitglied des Kleinen Rats, Tagsatzungsgesandter und Landammann aus dem Kanton Appenzell Ausserrhoden. Er ist nicht zu verwechseln mit seinem gleichnamigen Grossvater (1654–1734), der die gleichen politischen Ämter innehatte.

## Leben
Lorenz Wetter war ein Sohn von Adrian Wetter. Im Jahr 1763 heiratete er Kunigunde Landolt, Tochter von Johann Kaspar Landolt, Stadtarzt in Zürich.
Er absolvierte eine Ausbildung zum Textilkaufmann in Frankreich sowie in England und übernahm den Leinwandhandel seines Vaters.
1759 war er Ratschreiber und Salzfaktor. Von 1766 bis 1767 hatte er das Amt des Landesfähnrichs und ab 1767 bis 1772 dasjenige des Landeshauptmanns inne. Von 1769 bis 1792 war er 27 Mal Tagsatzungsgesandter. Von 1772 bis 1793 amtierte er als Landammann. 1770 erwirkte Wetter mit Landeshauptmann Johann Jakob Zuberbühler in Süddeutschland ein Gnadenquantum Getreide. 1777 nahm er in Solothurn an der Beschwörung des Soldbündnisses mit Frankreich teil. 1775 wurde er Präsident und namhafter Gönner der Bibliothekskommission in Herisau. Von der französischen Lebensweise angetan, korrespondierte Wetter in französischer Sprache und kleidete sich entsprechend. Die Landsgemeinde bezeichnete er ganz im patriarchalen Geist als ma grandissime famille patriotique.